# Sungwoo Hitech
	SUNGWOO HITECH s.r.o. je firma, která byla založena roku 2005 v Ostravě a provozuje továrnu v ostravské průmyslové zóně Hrabová. Jde o pobočku jihokorejské korporace Sungwoo Automotive se sídlem v Soulu.
Vyrábí automobilové komponenty (zejména plechy a lisované díly), které jsou dodávána zejména do Hyundai Motor Manufacturing Czech v Nošovicích a Kia Motors Slovakia v Žilině. Od roku 2007 čerpala firma finance ze státní pobídky.